# Wyścig Włoch WTCC
Wyścig Włoch WTCC – runda World Touring Car Championship rozgrywana od 2005, obecnie na Autodromo Nazionale di Monza koło Monzy we Włoszech. Wszystkie dotychczasowe rundy odbyły się na tymże torze nie wliczając sezonu 2009, gdy Wyścig Włoch rozegrano na torze Autodromo Enzo e Dino Ferrari w Imoli, na którym poprzednio zorganizowano także Wyścig San Marino WTCC (2005) i Wyścig Europy WTCC (2008). W latach 2005–2006 i od 2012 runda ta stanowi inaugurację sezonu.

## Zwycięzcy
| Sezon | Kierowca                    | Samochód        | Zespół                 | Lokalizacja | Wyniki |
| ----- | --------------------------- | --------------- | ---------------------- | ----------- | ------ |
| 2005  | Wyścig 1: Dirk Müller       | BMW 320i        | BMW Team Deutschland   | Monza       | Wyniki |
| 2005  | Wyścig 2: James Thompson    | Alfa Romeo 156  | Alfa Romeo Racing Team | Monza       | Wyniki |
| 2006  | Wyścig 1: Andy Priaulx      | BMW 320si       | BMW Team UK            | Monza       | Wyniki |
| 2006  | Wyścig 2: Augusto Farfus    | Alfa Romeo 156  | N.Technology           | Monza       | Wyniki |
| 2007  | Wyścig 1: Yvan Muller       | SEAT León       | SEAT Sport             | Monza       | Wyniki |
| 2007  | Wyścig 2: Jordi Gené        | SEAT León       | SEAT Sport             | Monza       | Wyniki |
| 2008  | Wyścig 1: Yvan Muller       | SEAT León       | SEAT Sport             | Monza       | Wyniki |
| 2008  | Wyścig 2: Gabriele Tarquini | SEAT León       | SEAT Sport             | Monza       | Wyniki |
| 2009  | Wyścig 1: Gabriele Tarquini | SEAT León       | SEAT Sport             | Imola       | Wyniki |
| 2009  | Wyścig 2: Yvan Muller       | SEAT León       | SEAT Sport             | Imola       | Wyniki |
| 2010  | Wyścig 1: Andy Priaulx      | BMW 320si       | BMW Team RBM           | Monza       | Wyniki |
| 2010  | Wyścig 2: Yvan Muller       | Chevrolet Cruze | Chevrolet              | Monza       | Wyniki |
| 2011  | Wyścig 1: Robert Huff       | Chevrolet Cruze | Chevrolet              | Monza       | Wyniki |
| 2011  | Wyścig 2: Robert Huff       | Chevrolet Cruze | Chevrolet              | Monza       | Wyniki |
| 2012  | Wyścig 1: Yvan Muller       | Chevrolet Cruze | Chevrolet              | Monza       | Wyniki |
| 2012  | Wyścig 2: Yvan Muller       | Chevrolet Cruze | Chevrolet              | Monza       | Wyniki |
| 2013  | Wyścig 1: Yvan Muller       | Chevrolet Cruze | RML                    | Monza       | Wyniki |
| 2013  | Wyścig 2: Yvan Muller       | Chevrolet Cruze | RML                    | Monza       | Wyniki |